# Quercus thorelii
Quercus thorelii Hickel & A.Camus – gatunek roślin z rodziny bukowatych (Fagaceae Dumort.). Występuje naturalnie w Laosie, Wietnamie oraz południowych Chinach (w południowym Junnanie oraz południowej części regionu autonomicznego Kuangsi).

## Morfologia
PokrójZimozielone drzewo dorastające do 30 m wysokości.
LiścieBlaszka liściowa jest nieco skórzasta i ma kształt od owalnego do podługowato eliptycznego. Mierzy 12–17 cm długości oraz 3,5–7 cm szerokości, jest całobrzega, ma klinową nasadę i ostry lub ogoniasty wierzchołek. Ogonek liściowy jest owłosiony i ma 10–30 mm długości.
OwoceOrzechy o podługowatym kształcie, dorastają do 10–15 mm długości i 25–30 mm średnicy. Osadzone są pojedynczo w kubkowatych miseczkach do 60–80% ich długości. Same miseczki mierzą 30 mm średnicy.

## Biologia i ekologia
Rośnie w wiecznie zielonych lasach. Występuje na wysokości od 1000 do 1100 m n.p.m. Kwitnie w kwietniu, natomiast owoce dojrzewają od września do października.